# Erik Östlund
Erik Agne Östlund (23 settembre 1963) è un ex fondista svedese.
È marito di Marie-Helene, a sua volta fondista di alto livello.

## Biografia
In Coppa del Mondo ottenne il primo risultato di rilievo il 14 gennaio 1983 a Reit im Winkl (13°) e l'unico podio l'11 gennaio 1986 a La Bresse (3°).
In carriera prese parte a due edizioni dei Campionati mondiali, vincendo due medaglie.

## Palmarès

### Mondiali
- 2 medaglie:
  - 1 oro (staffetta[2] a Oberstdorf 1987)
  - 1 bronzo (staffetta[2] a Seefeld in Tirol 1985)

### Coppa del Mondo
- Miglior piazzamento in classifica generale: 4º nel 1986
- 1 podio (individuale[3])[4]:
  - 1 secondo posto